# Rhododendron concinnoides
Rhododendron concinnoides är en ljungväxtart som beskrevs av Hutchinson och F. K. Ward. Rhododendron concinnoides ingår i släktet rododendron, och familjen ljungväxter. Inga underarter finns listade i Catalogue of Life.